# اف‌ان پی۹۰
مسلسل دستی اف‌ان پی۹۰ (به انگلیسی: FN P90) ساخت بلژیک سلاحی ویژه نیروهای پیاده‌نظام و نیروهای امنیتی کشورها، سلاحی سبک‌وزن با نرخ آتش بسیار سریع است. سازنده آن شرکت بلژیکی اف‌ان هرستال (FN Herstal) است.

## قابلیت
این سلاح قابلیت نصب چراغ قوه. صداخفه‌کن. پوینتر لیزری و کیسه جمع‌آوری پوکه را دارد. قسمتی که پوکه‌ها خارج می‌شوند در زیر سلاح قرار دارد و به همین دلیل هم برای راست دست‌ها و هم برای چپ‌دست‌ها مناسب است.

## توضیحات و تاریخچه
در ابتدا به «اس‌اس۹۰» SS90 معروف بود. این سلاح از لگد بسیار کمی برخوردار است و جز مسلسلهای دستی محسوب می‌شود.
برای صرفه جویی در وزن این سلاح طراحان آن را همانند مدل‌های بولپاپ طراحی کرده‌اند. دارای خشاب‌های پلیمری.
اولین فروش این اسلحه کشور عربستان سعودی بود در سال ۱۹۹۰. امروزه کاربران این سلاح سرویس‌های مخفی ویژه به خصوص ارتش اتریش و نیروهای پلیس تقریباً تمامی کشورها از آن استفاده می‌کنند.
ضامن این سلاح نیز در زیر حفاظ ماشه قرار داده شده است. برگه ناظم آتش دارای رگبار تک تیر و در برخی از انواع همین سلاح به صورت سه تیر می‌باشد.

## وسایل قابل اتصال
وسایلی که بر روی این سلاح سوار می‌شوند:
سایت نشانه روی لیزری
دوربین اسکوپ ۴ ایکس
دوربین اسکوپ ۸ ایکس
چراغ قوه
و در بعضی از مدل‌های سلاح دستگیرهٔ حمل نگه دارنده.
گلنگدن آن نیز در جلوی حفاظ ماشه قرار دارد و این یکی از ویژگی‌های این سلاح برای سرعت و کم کردن زمان کشیدن گلنددن می‌باشد.

## کشورهای دارنده سلاح
آرژانتین. بلژیک. اتریش. برزیل. کانادا. قبرس. جمهوری چک. دومینیکن. السالوادور. فرانسه. آلمان. یونان. گواتمالا. هند. اندونزی. ایرلند. لبنان. لوکزامبورگ. مالزی. مکزیک. هلند. پاکستان. گینه نو. لهستان. پرتغال. رومانی. عربستان. سنگاپور. اسپانیا. سورینام. تایوان. تایلند. ونزوئلا. ترکیه و ایالات متحده
- اوکراین
- اتریش[۶][۷].
- آرژانتین[۸][۹]
- بنگلادش
- بلژیک
- کانادا
- شیلی
- قبرس
- فرانسه
- آلمان.
- یونان
- هند
- جمهوری ایرلند[۱۰]
- ایتالیا
- لیبی
- مالزی
- مکزیک
- مراکش
- هلند
- پاکستان
- پاناما
- پرو[۱۱]
- فیلیپین
- لهستان
- پرتغال
- روسیه
- عربستان سعودی
- سنگاپور
- اسپانیا
- ترکیه
- تایلند
- بریتانیا